# Majdan-Kopyszczenśkyj
Majdan-Kopyszczenśkyj (ukr. Майдан-Копищенський) – wieś na Ukrainie, w obwodzie żytomierskim, w rejonie olewskim, nad Uborcią. W 2001 roku liczyła 356 mieszkańców.
Znajduje się tu ukraińsko-białoruskie drogowe przejście graniczne Majdan-Kopyszczenśkyj – Hłuszkiewicze.